# Stirling Motors
Stirling Motors war ein US-amerikanischer Hersteller von Automobilen.

## Unternehmensgeschichte
Das Unternehmen wurde 1920 in Newark in New Jersey gegründet. Im Oktober 1920 wurde die Produktion von Automobilen angekündigt und dann auch aufgenommen. Der Markenname lautete Stirling. 1921 endete die Produktion. Insgesamt entstanden mindestens sechs Fahrzeuge.

## Fahrzeuge
Im Angebot stand nur ein Modell. Viele Teile wurden zugekauft. Überliefert sind Roadster und Tourenwagen. Der Neupreis betrug anfangs 2350 US-Dollar. Im März 1921 wurde er auf 1185 Dollar gesenkt.